# Pont de Tréboul
Le pont de Tréboul situé dans le Cantal franchit la Truyère entre les communes de Sainte-Marie et Lieutadès. L'ancien pont en pierre aujourd'hui submergé est inscrit depuis 1927 comme monument historique. Il se trouve maintenant noyé par le lac du barrage de Sarrans construit de 1930 à 1934 et n'est donc visible que lors des vidanges périodiques du lac. Ce fut le cas en 1979 et en 2014. Il porte le nom de l'ancien village situé à proximité, noyé en même temps que le pont. Un pont suspendu lui a succédé en 1935.

## Histoire
L'ancien pont se situe à l'endroit où la voie romaine de Dienne à la Roche-Canilhac franchissait la Truyère. Sa construction remonte au XIVe – XVe siècle. Un péage subsiste jusqu'à sa suppression par un arrêt du Conseil d’État en 1724. Il est utilisé jusqu'en 1933, date de la mise en service du nouveau pont précédant la mise en eau de la retenue du barrage de Sarrans.

## Description
C'est un pont voûté en pierre avec deux arches en arc de plein-cintre. L'empiètement central est profilé à l'amont.

Le vieux pont de Tréboul lors de la vidange du barrage de Sarrans en juillet 2014, avec le nouveau pont sur la dernière vue
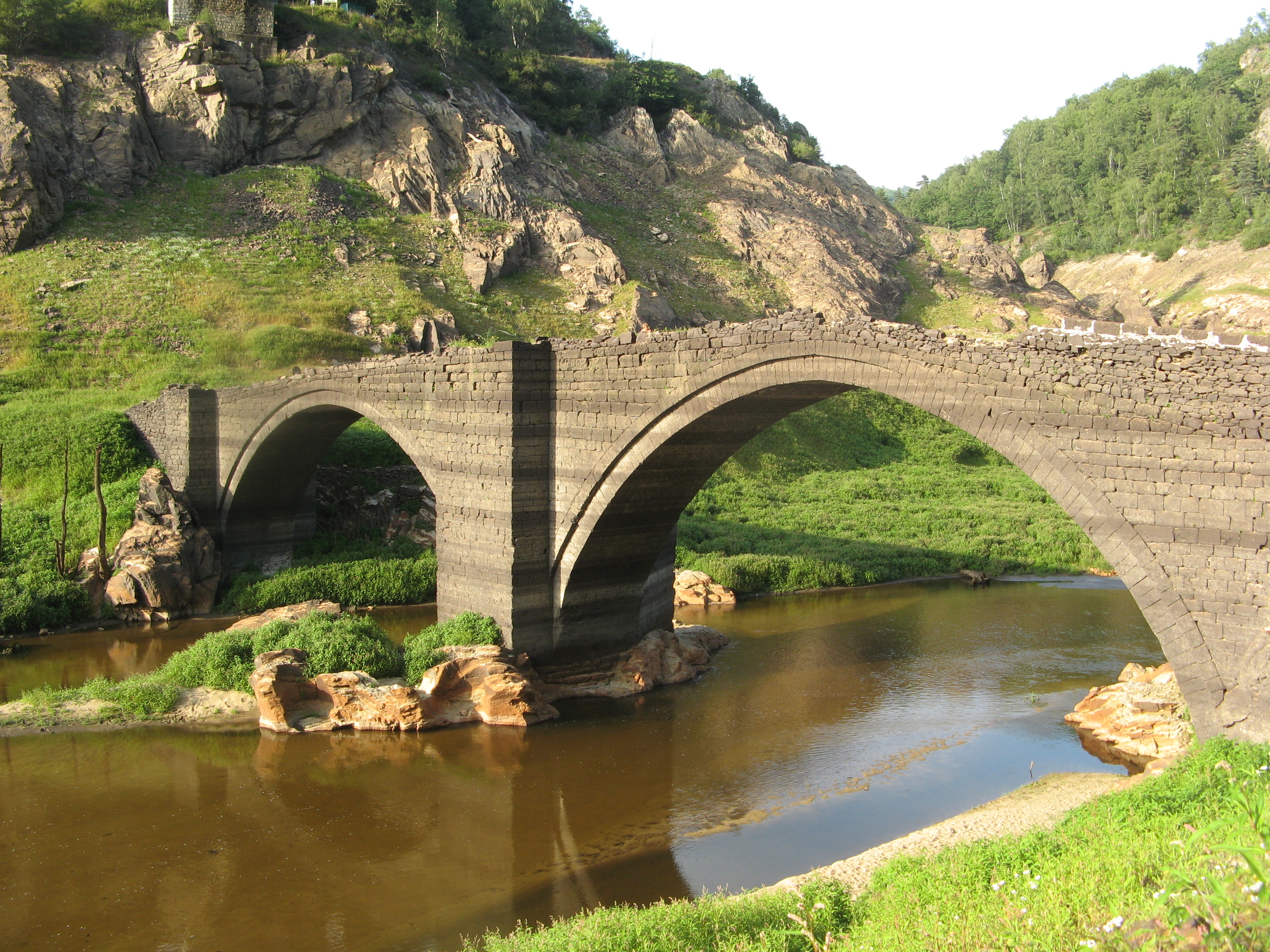
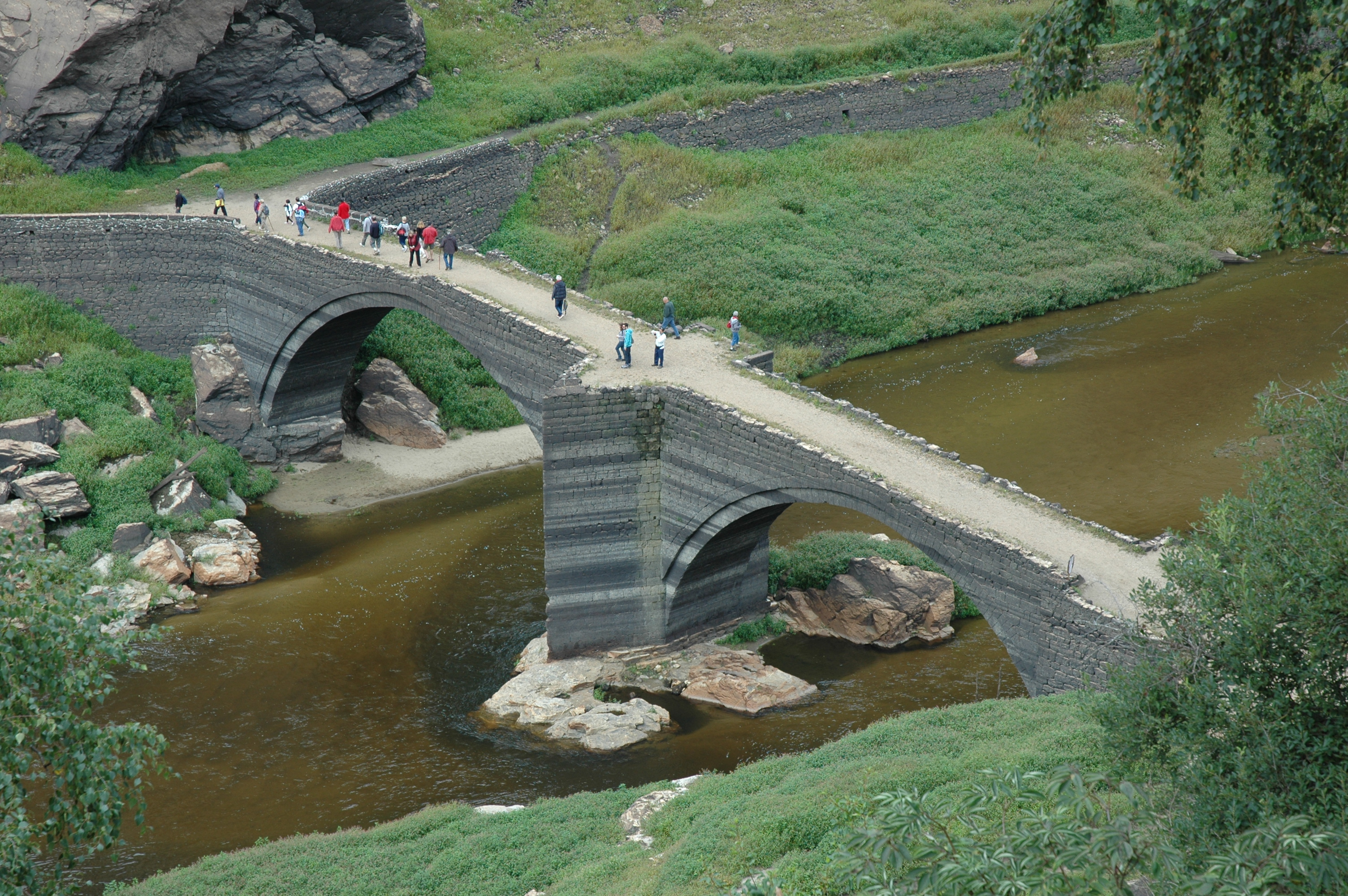
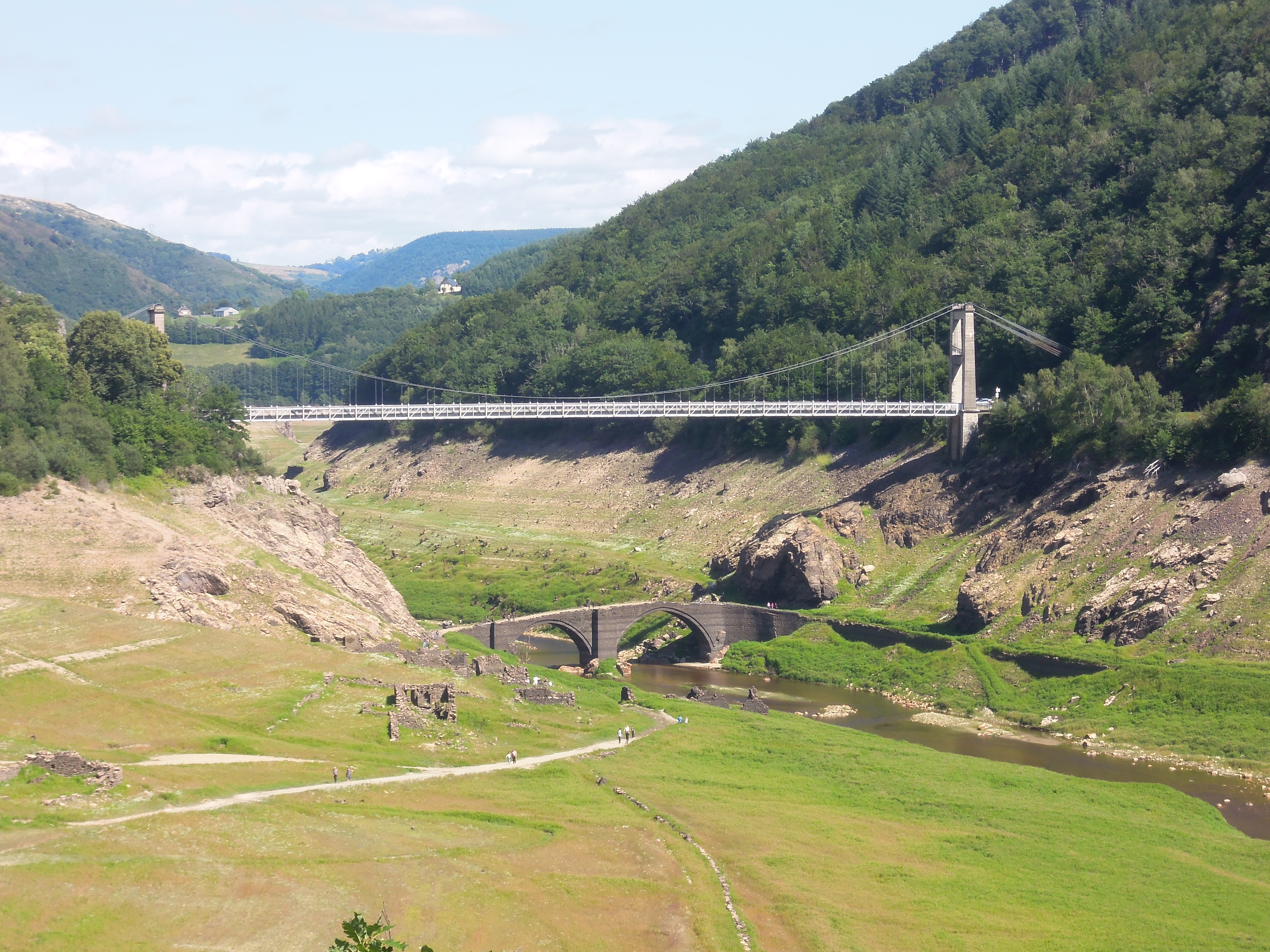

## Nouveau pont
Le nouveau suspendu long de 159 m est mis en service en 1935.